# The Hot Spot (film 1931)
The Hot Spot è un cortometraggio del 1931 diretto da Donald Gallaher.

## Produzione
Il film fu prodotto dalla RKO Pathé Pictures.

## Distribuzione
Distribuito dalla RKO-Pathé Distributing Corp., il film - un cortometraggio in due bobine - uscì nelle sale cinematografiche USA il 14 settembre 1931.